# هابفيل
هابفيل (بالإنجليزية: Hapeville, Georgia)‏ هي مدينة تقع في مقاطعة فولتن بولاية جورجيا في الولايات المتحدة. تبلغ مساحة هذه المدينة 6.1 (كم²)، وترتفع عن سطح البحر 305 م، بلغ عدد سكانها 6373 نسمة في عام 2010 حسب إحصاء مكتب تعداد الولايات المتحدة.

## معرض صور

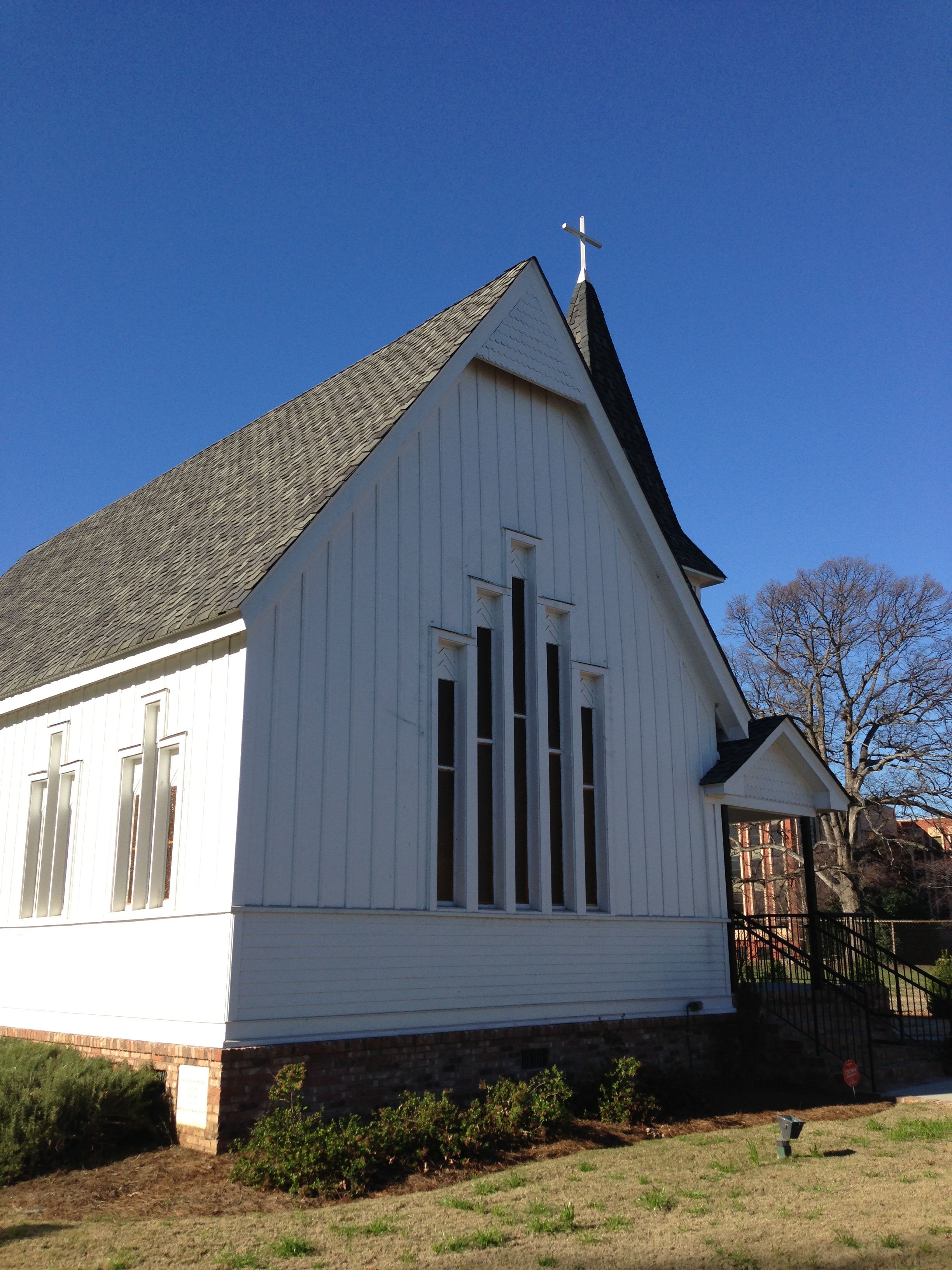
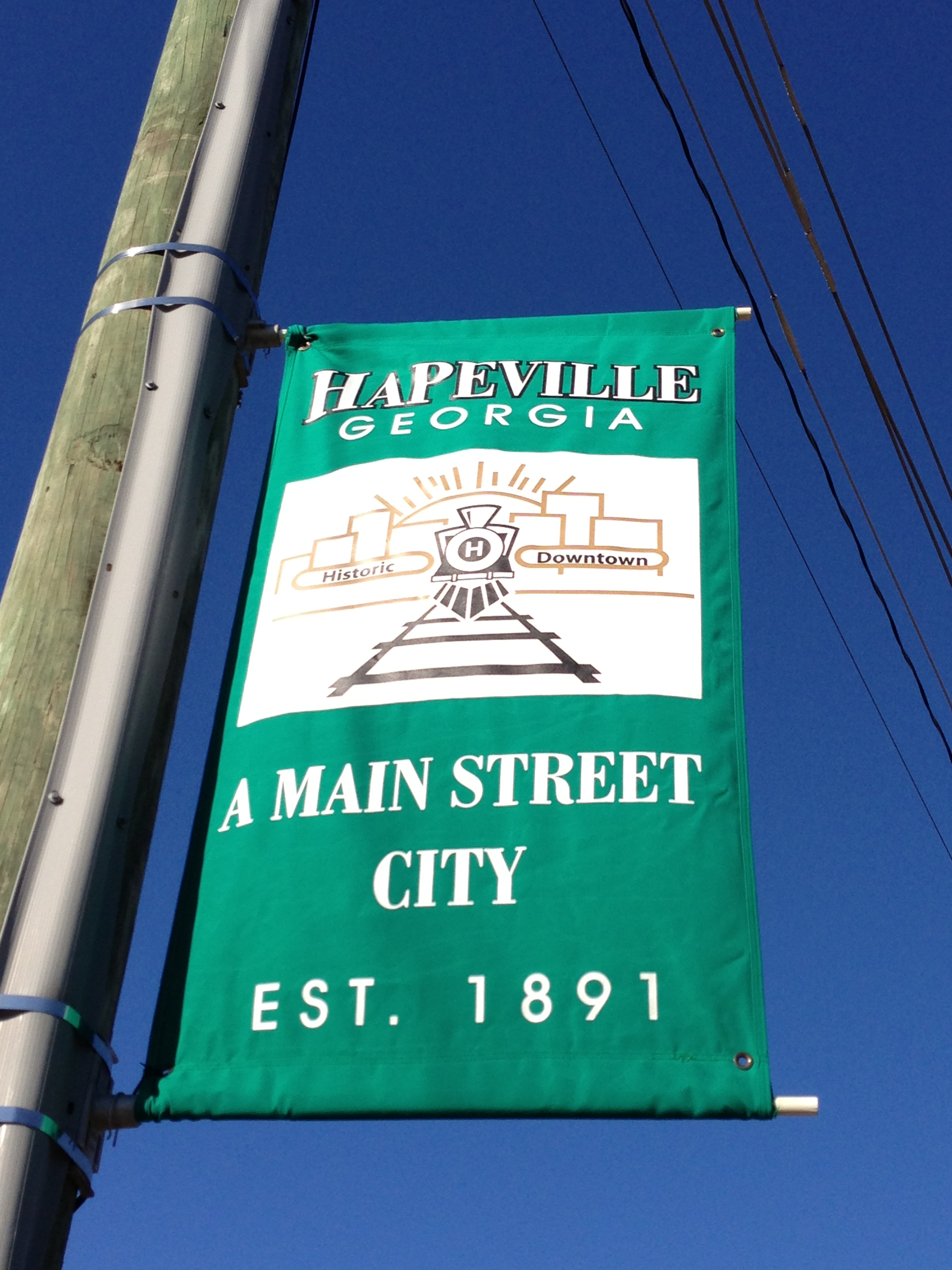
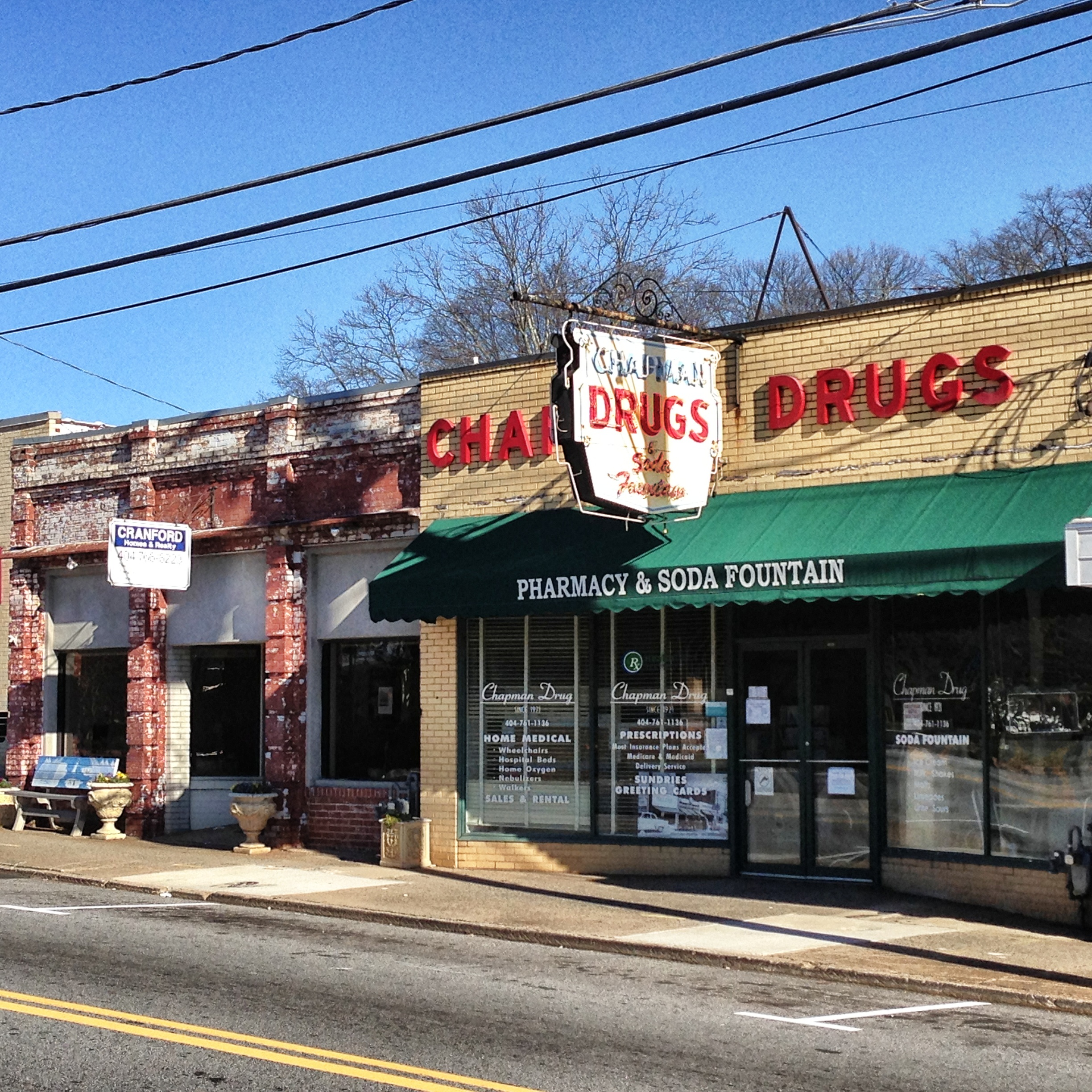
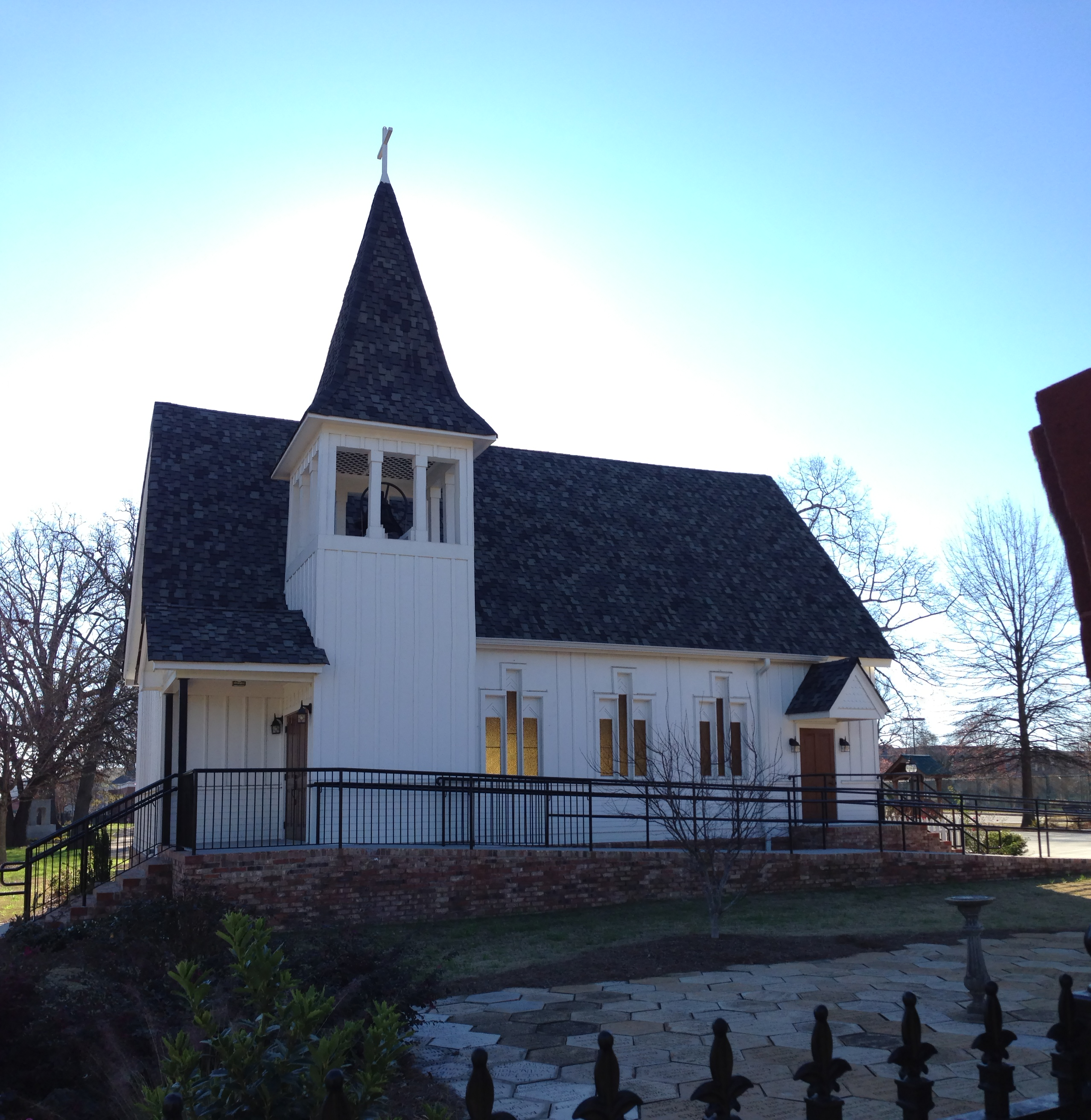
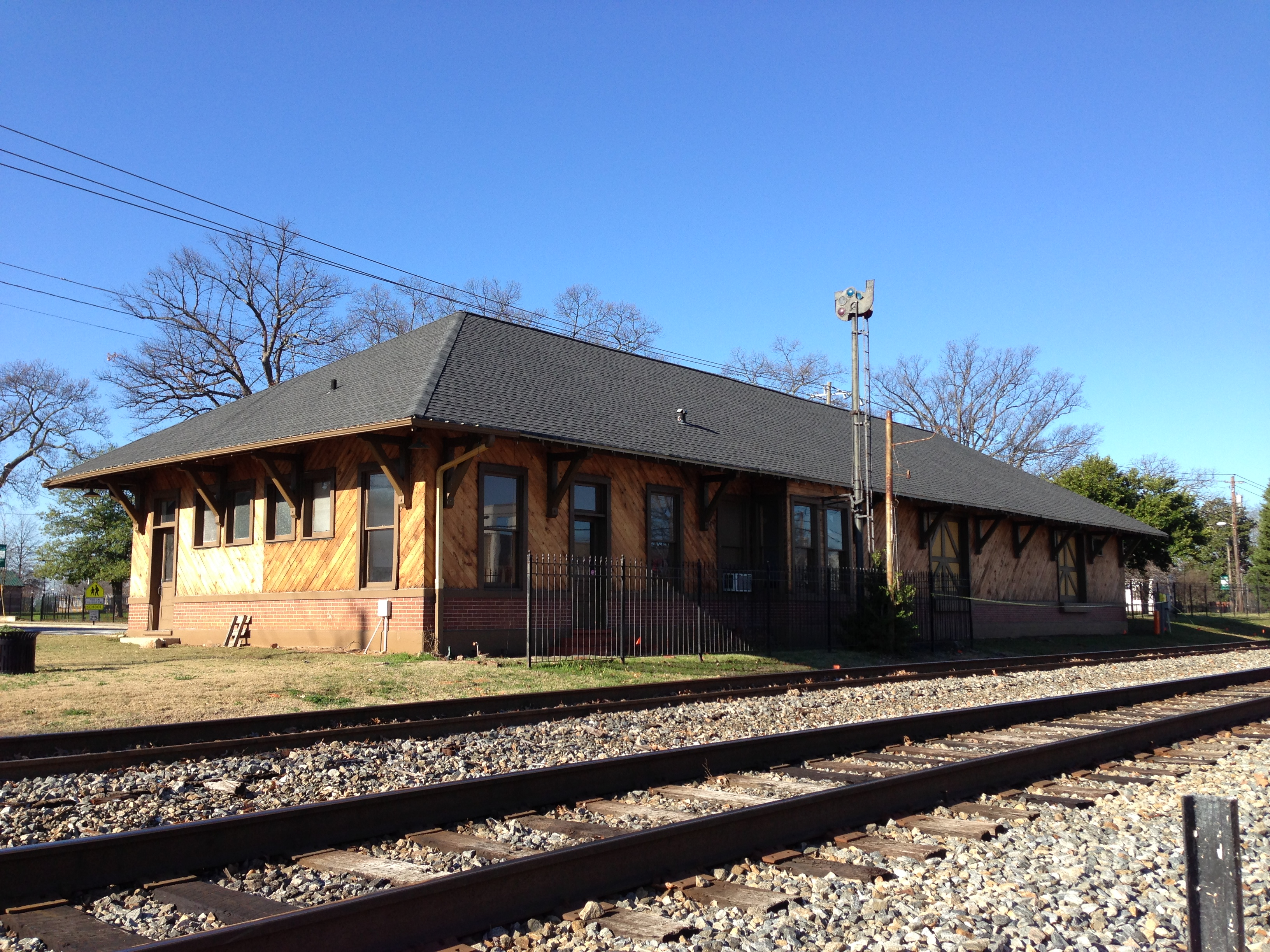

## وصلات خارجية
- http://www.hapeville.org/
- Cities & Counties - Georgia.gov